# Eduardo Acevedo Álvarez
Eduardo Acevedo Álvarez (1893 - 1983) fue un abogado, periodista y político uruguayo perteneciente al Partido Colorado.
Era hijo de Eduardo Acevedo Vásquez y de María Manuela Álvarez Susviela. Estuvo casado con Sélika Spinelli, con quien tuvo dos hijas, Sélika y Sara.
Militante de la Lista 14, fue parlamentario, director del diario "El Día" y dos veces Ministro de Hacienda. Entre otras actividades, en 1931 integró una Comisión de estudio sobre la desvalorización de la moneda, integrada además por Ricardo Cosio, Emilio Frugoni, Carlos Quijano, José Serrato y otros.
El Dr. Eduardo Acevedo Álvarez fue fundador, en 1957, de la Academia Nacional de Economía conjuntamente con  Ariosto D. González, Dr. Daniel Castellanos y Carlos Sanguinetti. Fue su primer Presidente, cargo en que fue reelecto hasta 1967, en ocasión de su fallecimiento.